# Stolas scrobiculata
Stolas scrobiculata is een keversoort uit de familie bladkevers (Chrysomelidae). De wetenschappelijke naam van de soort werd in 1850 gepubliceerd door Boheman als Mesomphalia scrobiculata.